# Gnophos perdita
Gnophos perdita är en fjärilsart som beskrevs av Otto Staudinger 1897. Gnophos perdita ingår i släktet Gnophos och familjen mätare. Inga underarter finns listade i Catalogue of Life.